# Jean-Louis Richard
Jean-Louis Richard, född 17 maj 1927 i Paris, död 3 juni 2012 i samma stad, var en fransk skådespelare, manusförfattare och filmregissör.

## Filmografi (urval)
- 1960 – Till sista andetaget (roll)
- 1962 – Eddie skjuter skarpt (regi)
- 1962 – Jules och Jim (roll)
- 1964 – Den lena huden (manus och roll)
- 1964 – Mata Hari, agent H 21 (manus och regi)
- 1966 – Fahrenheit 451 (manus)
- 1967 – Jag älskar dig, jag älskar dig (roll)
- 1968 – Bruden bar svart (manus)
- 1973 – Dag som natt (manus)
- 1974 – Emmanuelle (manus)
- 1974 – Le mâle du siècle (manus)
- 1980 – Sista tåget (roll)
- 1983 – Äntligen söndag! (roll)
- 1984 – Swann och kärleken (roll)
- 1994 – Den förargliga kopian (roll)
- 1994 – Jeanne - jungfrun av Orléans (roll)
- 1995 – Glöm inte att du ska dö (roll)
- 1995 – Lockbetet (roll)
- 1999 – Peau d'homme, cœur de bête (roll)